# Kugla
Kugla je skup svih točaka prostora čija je udaljenost od neke čvrste točke (središta) S manja ili jednaka polumjeru r. Omeđena je sferom polumjera r, tj. skupom točaka prostora čija je udaljenost od središta jednaka r. Među svim tijelima danog obujma kugla ima najmanje oplošje.

## Obujam kugle
Izraz za obujam kugle izveo je još Arhimed koji je pokazao da je obujam kugle jednak 2/3 obujma kugli opisanog valjka, a sukladno kasnije formuliranom Cavalierievom pravilu. U suvremenoj matematici izraz za obujam kugle se izvodi posredstvom integralnog računa.
Postavimo kuglu polumjera r u središte x, y, z koordinatnog sustava tako da os x bude smještena vodoravno, a os y okomito. Tako postavljenu kuglu možemo podijeliti na vrlo velik broj diskova koji će stajati paralelno u odnosu na ravninu koju određuju osi y i z. Polumjer svakog diska određen je koordinatom y, gdje će y poprimati vrijednosti od y=0 do y=r i natrag do y=0. Obujam svakog diska jednak je približno umnošku površine diska i debljine diska:
{\displaystyle \!\bigtriangleup V\approx \pi y^{2}\cdot \bigtriangleup x}
za neki dati x. Kako raste broj podjela tako
{\displaystyle \bigtriangleup x\longrightarrow 0}
i možemo provesti sve točniju sumaciju svih diskova kugle te je:
{\displaystyle \!V\approx \sum \pi y^{2}\cdot \bigtriangleup x}
Kako broj diskova teži u beskonačnost tako i debljina diskova teži k nuli. U tom procesu je očito na kraju debljina svakog diska beskonačno mala te možemo provesti integraciju:
{\displaystyle \!V=\int _{x=-r}^{x=r}\pi y^{2}dx.}
Iz presjeka kugle duž ravnine x/y slijedi da je:
{\displaystyle \!r^{2}=x^{2}+y^{2}.}
te se integral može prikazati i na ovaj način:
{\displaystyle \!V=\int _{x=-r}^{x=r}\pi (r^{2}-x^{2})dx.}
odakle redom slijedi:
{\displaystyle \!V=\pi \left[r^{2}x-{\frac {x^{3}}{3}}\right]_{x=-r}^{x=r}}
{\displaystyle \!V=\pi \left(r^{3}+r^{3}-{\frac {r^{3}}{3}}-{\frac {r^{3}}{3}}\right)}
te je konačno obujam kugle:
{\displaystyle {\mathit {V}}={\frac {4}{3}}{\mathit {r}}^{3}\pi }

## Oplošje kugle
Podijelimo li kuglu na velik broj koncentričnih sferastih ljuski površine O i debljine: 
{\displaystyle \bigtriangleup x}
te pustimo li da: 
{\displaystyle \bigtriangleup x\longrightarrow 0}
možemo provesti integraciju:
{\displaystyle \!\int _{x=0}^{r=R}O(r)dr}
gdje je rezultat integracije obujam kugle, odnosno:
{\displaystyle \int _{x=0}^{x=r}O(x)dx=\!V={\frac {4}{3}}{\mathit {r}}^{3}\pi }.
Diferencirajući ovu jednadžbu nalazimo da je za r=R:
{\displaystyle O(R)={\frac {4}{3}}3{\mathit {R}}^{2}\pi }
odakle slijedi da je oplošje kugle jednako:
{\displaystyle O=4{\mathit {r}}^{2}\pi \,\!}

## Jednadžba kugle polumjerarsa središtem u točkiS(a, b, c)
Općenita jednadžba kugle sa središtem u točki S(a, b, c) određena je jednakosti:
{\textstyle {\mathit {(x-a)}}^{2}+{\mathit {(y-b)}}^{2}+{\mathit {(z-c)}}^{2}{\mathit {\leq r^{2}}}}

### Obujam kuglina isječka
Kuglin isječak je geometrijsko tijelo nastalo rotacijom kružnog isječka oko osi rotacije, promjera.
Obujam kuglinog isječka za polumjer kugle r je:
{\displaystyle V=\pi \cdot h^{2}\cdot (r-h/3)}

### Obujam kuglina odsječka
Kuglin odsječak (kalota) je geometrijsko tijelo, tj. dio kugle nastao presjecanjem kugle i ravnine.
Površina kuglinog odsječka (kalote) za polumjer kugle r i visine kalote h je:
{\displaystyle P=2\cdot \ r\cdot \pi \cdot h}
Obujam kuglinog odsječka, ako je kugla polumjera r i visine odsječka h :
{\displaystyle V={\frac {\pi \cdot h^{2}}{3}}\cdot (3r-h)}